# No Straight Roads
No Straight Roads è un videogioco di genere avventura dinamica con una componente ritmica sviluppato dallo studio indipendente malese Metronomik e pubblicato dalla Sold Out Ltd. Il gioco narra le avventure di due musicisti indie rock che vogliono liberare l'immaginaria città di Vinyl City dal malgoverno degli artisti EDM utilizzando il potere della musica.

## Trama
Il gioco si svolge nell'immaginaria metropoli di Vinyl City, definita la "capitale mondiale della musica". Essa è governata dalla No Straight Roads (NSR), un'etichetta discografica di musica elettronica corrotta il cui obiettivo è monopolizzare l'industria musicale e mantenere l'ordine e il controllo sulla città. Vinyl City è composta da diversi distretti, ognuno gestito da un artista della NSR: ognuno di essi possiede un disco di platino che conferisce loro il controllo di un determinato distretto. La città è inoltre alimentata tramite la "Qwasa", una tecnologia che permette di convertire la musica in energia. I proprietari dei dischi di platino sono i giudici di un talent show musicale che prende il nome di Lights Up, i cui vincitori forniscono energia e fanno rispettare le regole a Vinyl City.
Il duo indie rock Bunk Bed Junction, composto dalla chitarrista Mayday e dal batterista Zuke, partecipa all'edizione annuale di Lights Up per entrare a far parte dell'etichetta discografica No Straight Roads e riportare il rock alla ribalta. L'esibizione dei due artisti viene però bocciata, e ciò spinge Mayday ad aggredire verbalmente Tatiana, il capo della NSR, la quale dichiara che l'era della musica rock è finita e che l'EDM è l'unico genere di tendenza a Vinyl City. Mentre tornano a casa, Mayday e Zuke scoprono che l'energia della città è gestita esclusivamente dalla NSR quando un blackout colpisce l'intera città tranne i territori gestiti dalla stessa élite. Inoltre, Tatiana annuncia pubblicamente che tutti gli artisti rock sono banditi dalla metropoli e richiede ad aspiranti musicisti di suonare musica EDM affinché l'ordine possa vigere a Vinyl City. I due artisti decidono quindi di ribellarsi e di fermare gli artisti della NSR.
Dopo aver sconfitto DJ Subatomic Supernova e aver preso possesso del suo disco di platino, i due dichiarano guerra a Tatiana e fanno la conoscenza di Kliff, l'autoproclamato fan numero uno dei Bunk Bed Junction che decide di aiutarli a mettere in pratica la loro rivoluzione fornendo loro informazioni su tutti gli artisti della NSR. In seguito, Mayday e Zuke affrontano e sconfiggono anche gli altri artisti della NSR, ovvero Sayu, una idol virtuale pilotata al suo interno da quattro adolescenti, Yinu, una bambina prodigio e pianista che viene supportata in battaglia dalla madre, i membri della boy band robotica 1010, che combattono assieme al loro manager Neon J., ed Eve, mano destra di Tatiana ed ex fidanzata di Zuke. I Bunk Bed Junction vengono anche ostacolati da DK West, un rapper e fratello maggiore di Zuke convocato dall'organizzazione per fermare i due.
Raggiunta la sede principale della NSR, i due riescono anche a prevalere su Tatiana, che si scopre essere Kul Fyra, un'ex rockstar, leader della band The Goolings e idolo di Mayday che, in passato, ha portato il rock alla ribalta in tutta Vinyl City. In seguito allo scioglimento dei Goolings, Fyra ha tentato di negare il suo passato costruendo una nuova identità e diventando la padrona di Vinyl City che governa la metropoli con il supporto degli artisti EDM. Nel mentre appare Klyff, che dichiara di avere in odio Tatiana per aver scelto passare all'EDM e di aver usato Mayday e Zuke per porre fine una volta per tutte al governo della musica elettronica. Dopo aver hackerato il satellite sospeso sulla città, Klyff lo fa precipitare sulla sede della NSR. Sapendo a quali gravi conseguenze potrebbe portare ciò, i due protagonisti, con l'aiuto di Tatiana e gli altri artisti della NSR, uniscono le forze e usano i loro poteri per fermare Klyff trasformando il palazzo di Fyra in una gigantesca mano robotica che distrugge il satellite. Rendendosi conto dei suoi errori, Tatiana annuncia di voler permettere a tutti gli artisti di suonare la musica che preferiscono e di ricostituire la NSR per mettere in pratica i suoi propositi. Il leader della NSR propone a Mayday e Zuke di far parte dell'organizzazione, ma rifiutano perché vogliono "concedersi una pausa" e perché ritengono ingiusto entrare a farne parte dopo ciò che hanno fatto. In compenso, Tatiana dona la sua chitarra a Mayday.

## Modalità di gioco
In No Straight Roads il giocatore controlla Mayday o Zuke e può cambiare personaggio in qualsiasi momento. Mayday è più lenta, ma più efficace rispetto a Zuke che, invece, è più rapido, ma infligge minori quantità di danni. Il gioco ruota attorno a un sistema di combattimento in cui il giocatore può prevedere gli attacchi nemici aiutandosi con alcuni specifici segnali audio che si sentono prima che gli avversari attacchino i protagonisti. Inoltre, Mayday e Zuke possono suonare un assolo speciale che permette a loro di attivare alcuni congegni sparsi nelle varie mappe o, in casi particolari, fare potenti attacchi combinati.
All'interno del gioco è presente un albero delle abilità che può essere "riempito" utilizzando le note accumulate durante il gioco e la cui quantità dipende dal numero di fan che il giocatore riesce a trovare. Pertanto, man mano che la popolarità dei Bunk Bed Junction aumenta, il giocatore potrà diventare sempre più forte e acquisire nuove abilità.
Il gioco è interamente ambientato a Vinyl City, che è divisa in distretti. Sconfiggendo i boss e acquisendo i loro dischi di platino sarà possibile accedere a nuove aree.

## Sviluppo
No Straight Roads è il titolo di lancio della Metronomik, fondata dai cugini malesi Daim Dziauddin e Wan Hazmer, che già parteciparono alla creazione di Street Fighter V e Final Fantasy XV.
Hazmer era ispirato ad altri giochi ritmici come Gitaroo Man, Space Channel 5 e Jet Set Radio. La scelta di usare dei personaggi con la pelle colorata è ispirata ai protagonisti di Steven Universe, mentre la direzione artistica e la trama surreali sono ispirate a Le bizzarre avventure di JoJo, Psychonauts, e Scott Pilgrim.
I musicisti che composero la musica del gioco sono Falk Au Yeong, Andy Tunstall, James Landino e Pejman Roozbeh/Funk Fiction, che avevano già collaborato alla colonna sonora di Sonic: After the Sequel e Spark the Electric Jester, i One Eye Closed, la Nikki Simmons, Az Samad e RoboRob.

## Pubblicazione
Il gioco venne pubblicato in tutto il mondo il 25 agosto 2020 per PlayStation 4, Xbox One, Nintendo Switch e PC tramite Epic Games Store dopo tre anni di sviluppo e diversi ritardi dovuti alla pandemia COVID-19.